# Silent Service II
Silent Service II est un jeu vidéo de simulation de sous-marin, se déroulant durant la Seconde Guerre mondiale dans l'océan Pacifique, sorti sur Atari ST et sous DOS en 1990 et porté sur Amiga en 1991. Le jeu est la suite de Silent Service.
Tommo Inc. a acheté les droits du jeu et a publié une version digitale sur son site Retroism en 2015.

## Système de jeu
Silent Service II permet au joueur de choisir soit un mode simple (entraînement, bataille historique, ou patrouille de guerre aléatoire) soit une carrière militaire.
Ce jeu offre la possibilité de choisir la date du combat (entre 1940 et 1945) ainsi que le type de sous-marin.
Dans le mode carrière, le joueur contrôle des patrouilles de sous-marins, affrontant d'autres vaisseaux ou traquant des convois dans des rencontres improvisées générées par le jeu. Le joueur peut sélectionner un port d'attache et une zone de patrouille sur la carte de l'océan Pacifique, l'accélération du temps permet au sous-marin de se déplacer rapidement jusqu'à la zone choisie. La distance de chaque patrouille est limitée par le carburant disponible dans le sous-marin. Une carrière militaire typique peut prendre plusieurs heures à jouer.
Les rencontres classiques consistent à détecter un navire marchand ou un convoi. Le joueur détermine comment et quand attaquer. Le joueur peut également se faire détecter par des navires de guerre et être forcé à réagir rapidement pour leur échapper.
Différents points de vues sont disponibles pendant la partie, notamment la passerelle, le périscope, qui peut être utilisé en submersion ou à la surface, la zone de navigation affichant sa carte, et l'affichage interne des statuts. Les autres navires apparaissent en tant que sprites avec les vues de passerelle et de périscope. Le jeu est capable d'afficher des graphismes en 256 couleurs.

## Accueil
Computer Gaming World félicite Silent Service II pour ses excellents graphismes, sa bande son incroyable et ses sept types de sous-marins fidèlement reproduits. Il conclut que le jeu « enseigne des leçons d'histoire dignes d'un séminaire d'études supérieures de l'histoire américaine moderne ».

## Série
1. Silent Service (1985, divers ordinateurs, Nes)
2. Silent Service II